# Пам'ятник Тарасові Шевченку (Ташкент)
41°18′12″ пн. ш. 69°16′31″ сх. д. / 41.303429° пн. ш. 69.275187° сх. д.

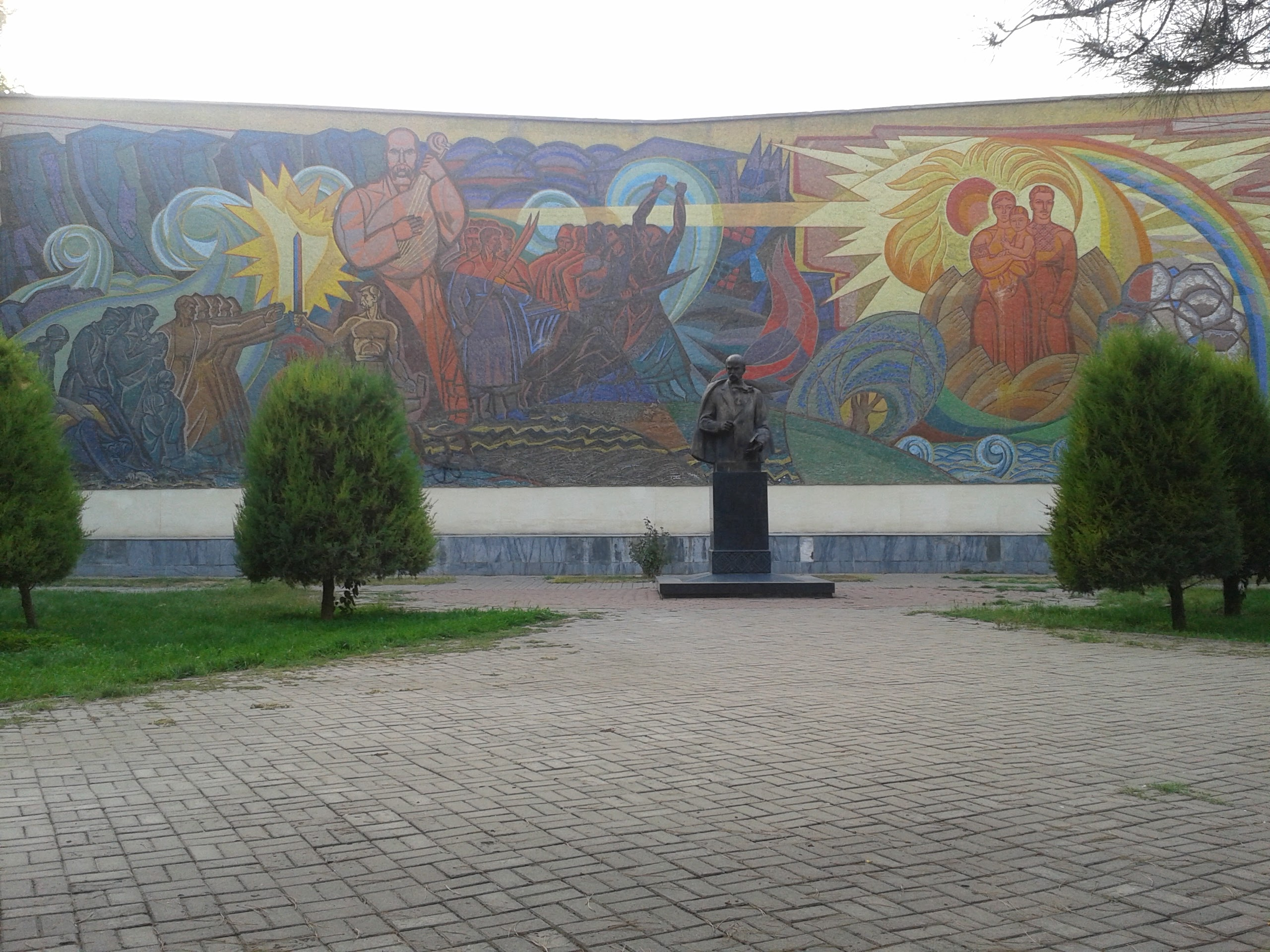
Пам'ятник Тарасові Шевченку в Ташкенті

Пам'ятник Тарасу Григоровичу Шевченку в Ташкенті — пам'ятник українському поетові, письменнику і художнику Тарасові Григоровичу Шевченку в столиці Узбекистану місті Ташкенті.

## Загальна інформація та відкриття
Ташкентський пам'ятник Шевченкові споруджено на вулиці, що носить ім'я Тараса Шевченка, — на тлі панно, розміщеного на стіні одного з корпусів школи № 110, яка теж названа ім'ям Т. Г. Шевченка. 
Автор пам'ятника — відомий ташкентський скульптор, лауреат Державної премії Узбекистану Леонід Рябцев.
Пам'ятник Тарасу Шевченку в Ташкенті було урочисто відкрито в грудні 2002 року. Це відбулося в ході офіційного візиту Президента України Леоніда Кучми до Республіки Узбекистан.

## Опис
Пам'ятник Тарасові Шевченку в узбецькій столиці являє собою бронзове погруддя поета і мислителя, встановлене на невеликому постаменті з сірого граніту, прикрашеному узбецьким національним візерунком у нижній частині, й доповненому невеликим стилобатом.
Пам'ятник став однією з останніх за часом виконання робіт невтомного ваятеля відомого ташкентського скульптора Леоніда Рябцева. Працюючи над ним, митець звернувся до образу людини, з якою відчував духовну спорідненість. Скульптор віддавна мав мрію створити постать «співця українських степів», який попри своє кріпацьке походження та невблаганність долі, що закинула його на Арал, знайшов у собі волю і натхнення здійнятися над часом і реальністю, виразивши у поезії давні прагення українців до волі та щастя. Задля закцентування на митецькому талані Шевченка Рябцев зобразив його з нотатником і олівцем у руках. Українського митця зображено у хвилину творчого напруження — міркування над тим, як записати рядок нового твору або зробити начерк ескізу.
Цільний архітектурно-меморіальний ансамбль із погруддям Тараса Шевченка творить панно «Великий Кобзар» на стіні приміщення ташкентської школи № 110. Це мозаїчне панно зображує кобзаря, і зроблене, як і чимало будинків по вулиці Шевченка, руками українських будівничих у 2-й половині 1960-х років після руйнівного землетрусу в Ташкенті 1966 року. Автор панно — художник В. Куткін (1969—71).

## Виноски
1. ↑  Співробітництво в культурно-гуманітарній сфері // Інформація про поточний стан і перспективи двосторонього співробітництва між Республікою Узбекистан та Україною [Архівовано 13 січня 2010 у Wayback Machine.] на Офіційна вебсторінка  Посольства Республіки Узбекистан в Україні [Архівовано 13 січня 2010 у Wayback Machine.] (рос.)
2. ↑  (про Леоніда Рябцева) [Архівовано 21 лютого 2007 у Wayback Machine.] на газ. «Народное слово» (м. Ташкент) [Архівовано 5 червня 2010 у Wayback Machine.] (рос.)
3. ↑  Вулиця Тараса Шевченка[недоступне посилання з червня 2019] на Узінформ [Архівовано 15 червня 2010 у Wayback Machine.] (рос.)
4. ↑  Умаров У. У. Ташкент // Українська радянська енциклопедія : у 12 т. / гол. ред. М. П. Бажан ; редкол.: О. К. Антонов та ін. — 2-ге вид. — К. : Головна редакція УРЕ, 1984. — Т. 11, кн. 2 : Українська Радянська Соціалістична Республіка. — 494, [2] с., [36] арк. іл. : іл., табл., портр., карти + 2 арк с., стор. 158